# Mohpa
Mohpa es una ciudad y  municipio situada en el distrito de Nagpur en el estado de Maharashtra (India). Su población es de 6987 habitantes (2011). Se encuentra a 34 km de Nagpur.

## Demografía
Según el censo de 2011 la población de Mohpa era de 6987 habitantes, de los cuales 10047 eran hombres y 9531 eran mujeres. Mohpa tiene una tasa media de alfabetización del 88,28%, superior a la media estatal del 82,34%: la alfabetización masculina es del 93,78%, y la alfabetización femenina del 82,72%.